# Ясколка жигулёвская
Ясколка жигулёвская (лат. Cerastium zhiguliense) — вид травянистых растений рода Ясколка (Cerastium) семейства Гвоздичные (Caryophyllaceae).

## Распространение и экология

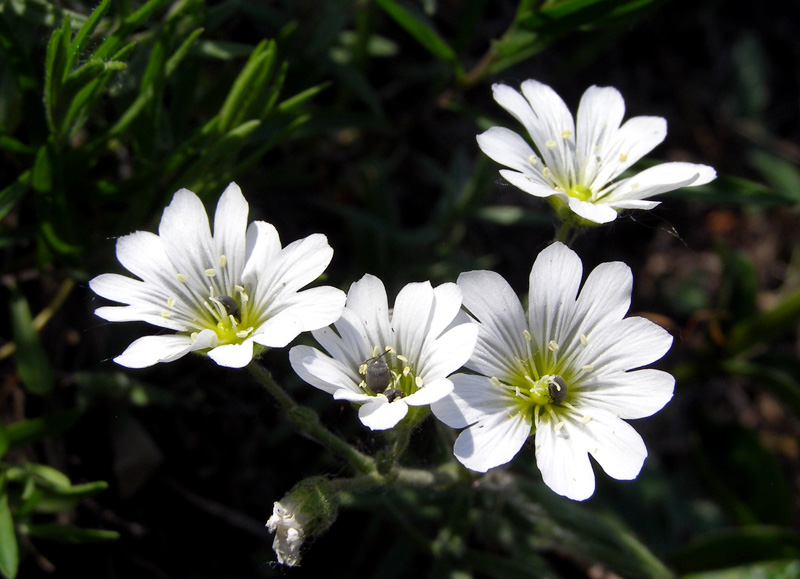
Цветки

Восточноевропейский скальный вид, распространенный на Приволжской возвышенности (Жигули) и в Заволжье. Встречается на известковых скалах и каменистых осыпях северной, северо-западной, реже западной и иногда южной (при условии незначительного затенения) экспозиции. Растет плотными группировками.

## Ботаническое описание
Многолетнее травянистое растение до 30 см высотой со стеблями у основания сильно разветвлёнными и образующими довольно густой дерн. Все растение покрыто более длинными простыми и более короткими желёзистыми волосками, очень клейкое. Листья бесплодных веточек узколанцетные, на цветущих стеблях ланцетные, кверху постепенно заострённые, с четкой средней жилкой и слегка завёрнутыми вниз краями.
Цветки собраны в раскидистый полузонтик. Цветоножки густо желёзисто опушенные, обычно в два раза длиннее чашечки. Чашелистики белые, яйцевидно-ланцетные, по краям широкопленчатые, заострённые. Лепестки почти в два раза длиннее чашечки.
Цветет в мае-июне, плоды в конце июня.